# クェゼリン環礁
座標: 北緯8度43分 東経167度44分 / 北緯8.717度 東経167.733度

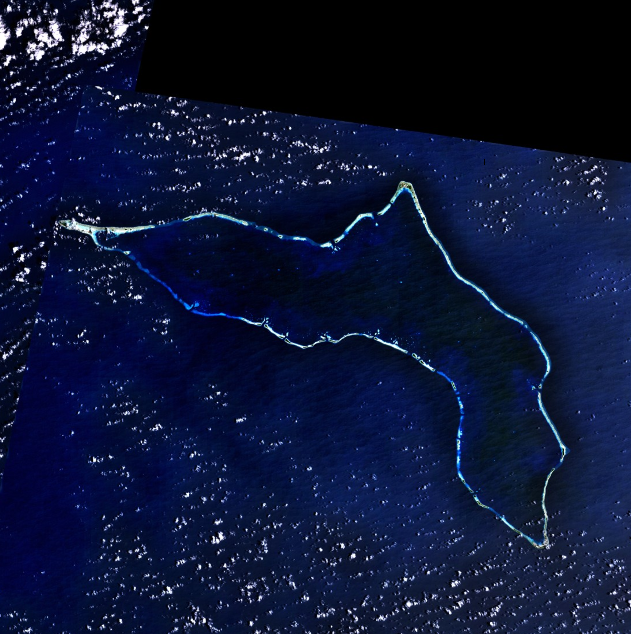
クェゼリン環礁の衛星写真 (NASA NLT Landsat 7)

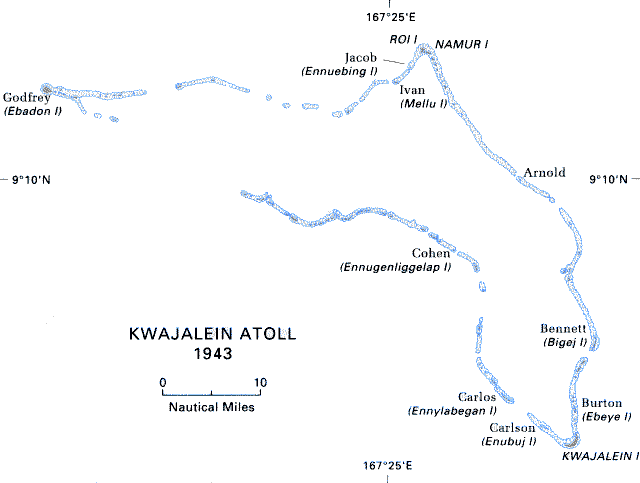
クェゼリン環礁

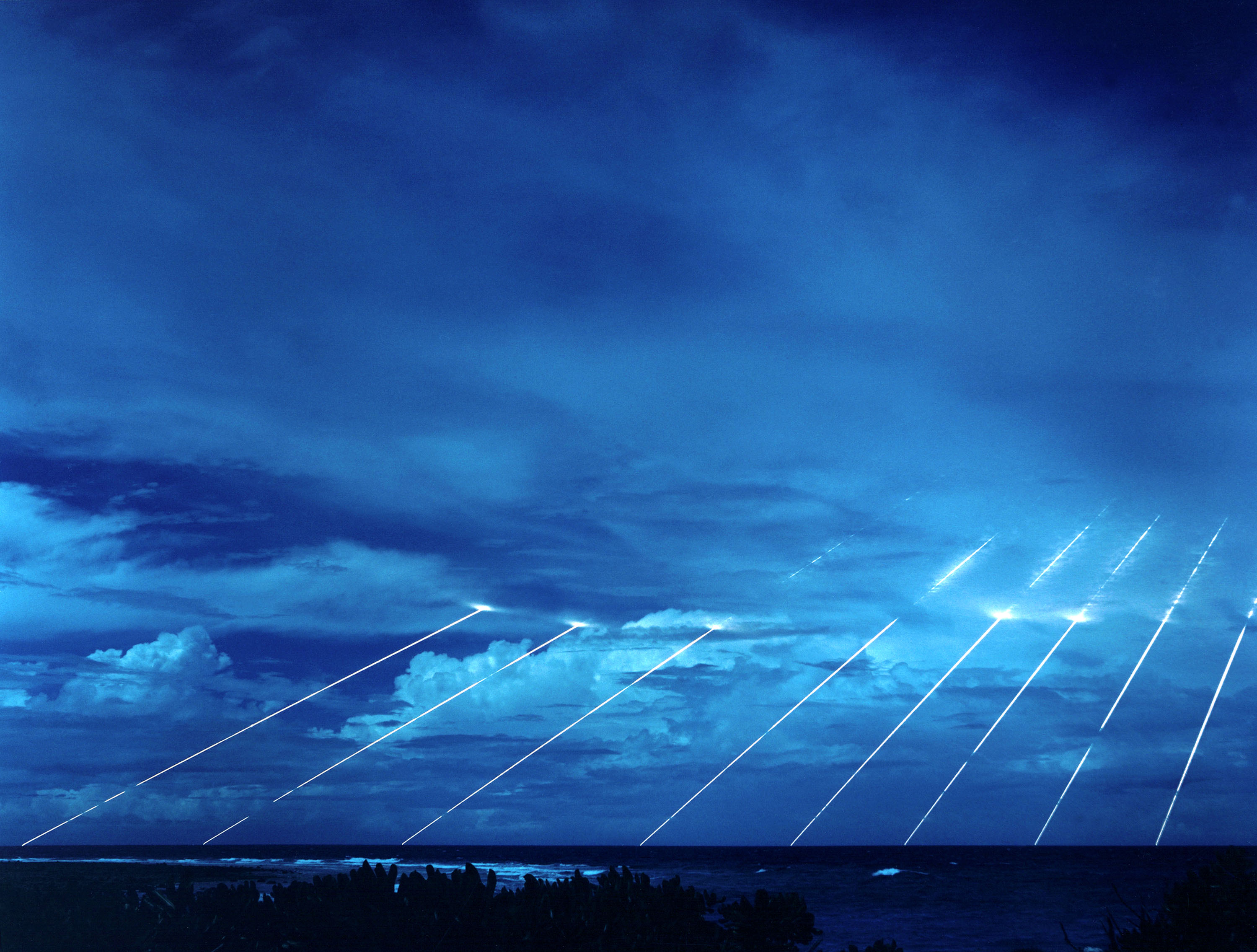
クェゼリン環礁で行われたピースキーパー弾道ミサイル実験で落下する疑似核弾頭

クェゼリン環礁（クェゼリンかんしょう、英語: Kwajalein Atoll /ˈkwɑːdʒəˌleɪn/）は、マーシャル諸島、ラリック列島にある環礁。クワジェリン、クワジャリンとも呼ばれる。

## 概要
ハワイ・ホノルルの南西3,900kmの北緯8度43分、東経167度44分に位置する。クェゼリン環礁は97の小島（面積合計6.33km2）と839.30km2の礁湖からなる。
環礁南端に最大の島クェゼリン島が、北端に2番目に大きなロイ＝ナムル島がある。これらの島はアメリカ合衆国（以下アメリカ）が租借しており、アメリカの政府職員とその家族が住んでいる。クェゼリン島の人口は約2,500人である。
クェゼリン島の隣のイーバイ島は環礁内で人口が最大である。12,000人が320,000m2の土地に住んでおり、世界でも最も人口密度が高い場所の一つである。

## 軍事施設
クェゼリン環礁はその軍事的な歴史からほとんど訪れる観光客はなく、自然が手付かずのまま残されている。礁湖内には飛行機や多くの日本船、ドイツ重巡洋艦「プリンツ・オイゲン」が沈んでいる。
1944年（昭和19年）にクェゼリンの戦いでアメリカ軍が日本軍を排除、占領した後は環礁は軍事目的で使われている。2003年、アメリカは11の島をマーシャル諸島共和国政府より50年間賃借し、ロナルド・レーガン弾道ミサイル防衛試験場（Ronald Reagan Ballistic Missile Defense Test Site, RTS）を設置している。

### 実験
2006年5月24日から2009年7月14日まで、DARPAのFALCON計画に契約していたアメリカの民間航空宇宙企業のSpaceXが、計5回のファルコン 1の打ち上げを行った。
2010年1月31日、アメリカミサイル防衛局は、弾道ミサイル防衛試験場から長距離弾道ミサイルを発射して行う迎撃実験を実施したと発表（迎撃側のミサイルは、カリフォルニア州ヴァンデンバーグ空軍基地から打ち上げられたが失敗に終わった）。

## 対外関係

### 姉妹都市･提携都市
姉妹都市
- 台中市（中華民国 直轄市） 
2002年5月16日 姉妹都市提携

## クェゼリン島周辺の水路
- SAR水路（Search And Rescue Pass）：クェゼリン島西のリーフにある。1970年代に作られた人工の水路で、他の自然の水路に比べて非常に浅くて狭く、小さな船のみしか利用できない。
- 南水路（South Pass）：クェゼリン島西のリーフ、SAR水路の北にある。非常に広い。
- Bijej水路（Bijej Pass）：クェゼリン島・イーバイ島北にある。